# Cortes de Burgos (1308)

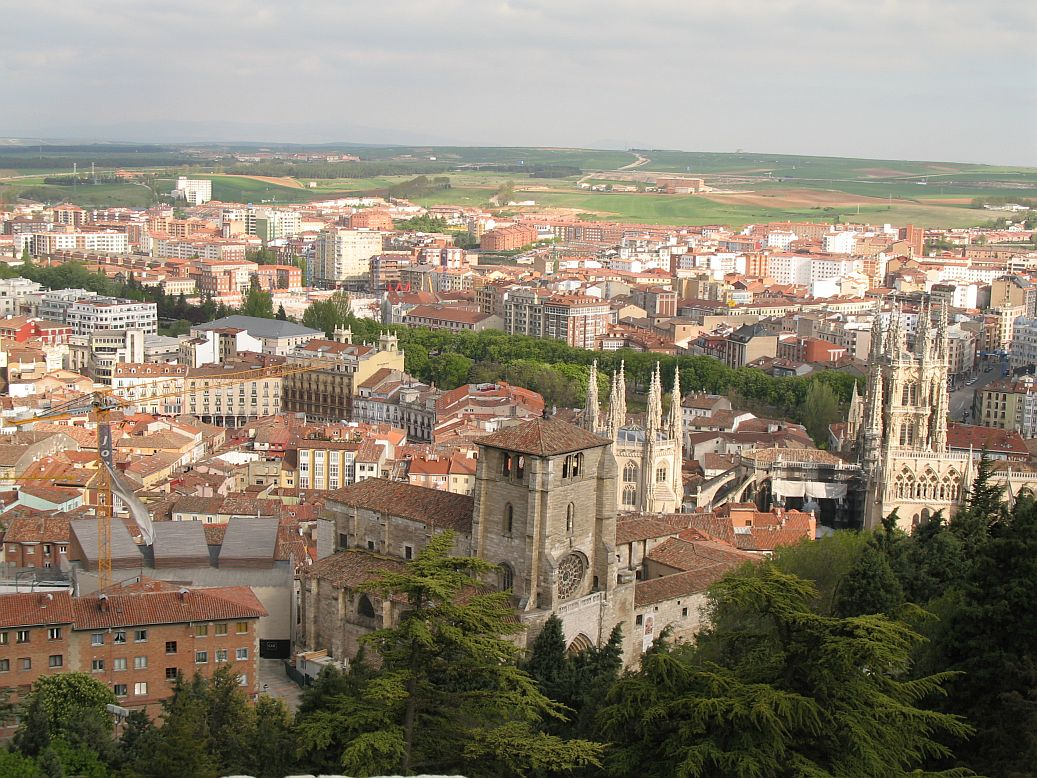
Vista de la ciudad de Burgos.

Cortes de Burgos de 1308. Cortes del reino de Castilla celebradas en la ciudad de Burgos en 1308, durante el reinado de Fernando IV de Castilla.
Fernando IV intentó conseguir en estas Cortes, entre otras cosas, la reorganización de la Casa Real, la restauración del orden en todo su territorio, alcanzar un equilibrio entre los gastos e ingresos de la hacienda, y castigar los crímenes y delitos cometidos en la Corte.

## Las Cortes de Burgos de 1308

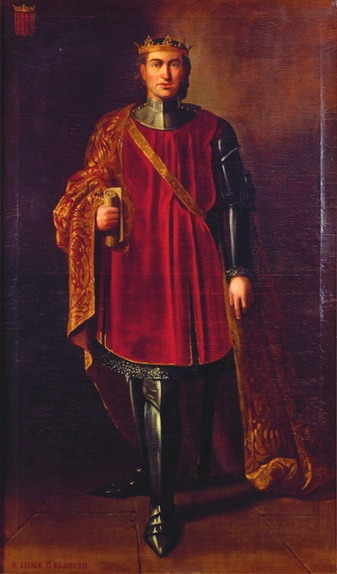
Retrato imaginario del rey Jaime II de Aragón, de Manuel Aguirre y Monsalbe. Ca. 1851-1854. (Diputación Provincial de Zaragoza).

En 1308 la nobleza consiguió imponer su voluntad a Fernando IV, quien ese mismo año se vio obligado a suscribir con los nobles el Pacto de Grijota, que le obligó a destituir a sus principales consejeros y oficiales, y a reemplazarlos por aquellos que los nobles dispusieron. Éstos se quejaban de que Fernando IV administraba mal la hacienda real, de que existía un profundo descontento popular, y del que el rey era aconsejado por malos hombres, y diversos autores señalan que el objetivo de la nobleza no era suprimir la monarquía, sino tener una mayor participación en las tareas de gobierno junto al rey.
Diversos autores destacan que la renovación de los principales cargos de la Corte acordada en Grijota fue tan completa, que la Crónica de Fernando IV manifestó que «de quantos oficiales el Rey avía non le dejaron ninguno» y, de ese modo, Fernán Remón o Romero, que era canciller del infante Juan de Castilla, tío de Fernando IV, pasó a ser el canciller del rey, y Fernán Ruiz de Saldaña y Rodrigo Álvarez de las Asturias fueron nombrados adelantados mayores de Castilla y de Galicia, respectivamente. Y poco después, el 11 de mayo de 1308, Fernando IV y su madre, la reina María de Molina, firmaron un acuerdo de paz y amistad en Valencia de Don Juan con el infante Juan y con Don Juan Manuel, nieto de Fernando III de Castilla, y el rey Jaime II de Aragón, por solicitud de los cuatro firmantes, se comprometió a combatir a cualquiera de ellos si quebrantaba el acuerdo, y quedó confirmada, según diversos autores, su hegemonía en la política peninsular, gracias a la victoria de la nobleza en Castilla, como señalan diversos autores.
Las Cortes de Burgos de 1308 fueron una asamblea plena a las que el rey convocó a los ricoshombres, maestres de las órdenes militares, prelados y hombres buenos de las villas y ciudades de los reinos de Castilla, León y las Extremaduras. A las Cortes de Burgos, que comenzaron probablemente a mediados de mayo y finalizaron a mediados de julio, asistieron la reina María de Molina y la reina Constanza de Portugal, esposa del rey, el infante Juan, tío de Fernando IV y adelantado mayor de la frontera de Andalucía, el infante Pedro, hermano de Fernando IV, Don Juan Manuel, adelantado mayor del reino de Murcia, Diego López V de Haro, señor de Vizcaya y mayordomo mayor del rey, Gonzalo Díaz Palomeque, arzobispo de Toledo, y los obispos de León, Zamora, Mondoñedo y Osma. Y también asistieron Juan Osórez, maestre de la Orden de Santiago, y otros prelados, ricoshombres y hombres buenos de las villas y ciudades de Castilla, León y las Extremaduras.

La historiadora Ana Arranz Guzmán señala la posibilidad de que asistiera también a las reuniones de Cortes Pedro Rodríguez Quijada, obispo de Burgos, pues el rey Fernando IV concedió a dicho prelado y al cabildo de la catedral de Burgos, como contrapartida por las 1.000 doblas de oro que le prestaron, 2.000 maravedís anuales sobre los 6.000 que el concejo burgalés debía pagar al rey en concepto de portazgo y montazgo. El magnate castellano Juan Núñez II de Lara, señor de Lara, no asistió a estas Cortes porque se hallaba enemistado con Fernando IV. Un año antes, una vez finalizadas las Cortes de Valladolid de 1307, surgió un conflicto entre Fernando IV y dicho magnate, a quien el monarca ordenó que abandonara el reino, pero el señor de Lara se negó a ello y se preparó para resistir a las tropas del rey en el municipio de Tordehumos, que fue asediado por Fernando IV. No obstante, el rey se vio obligado al final a levantar el asedio, en febrero de 1308, y a negociar con el magnate rebelde.

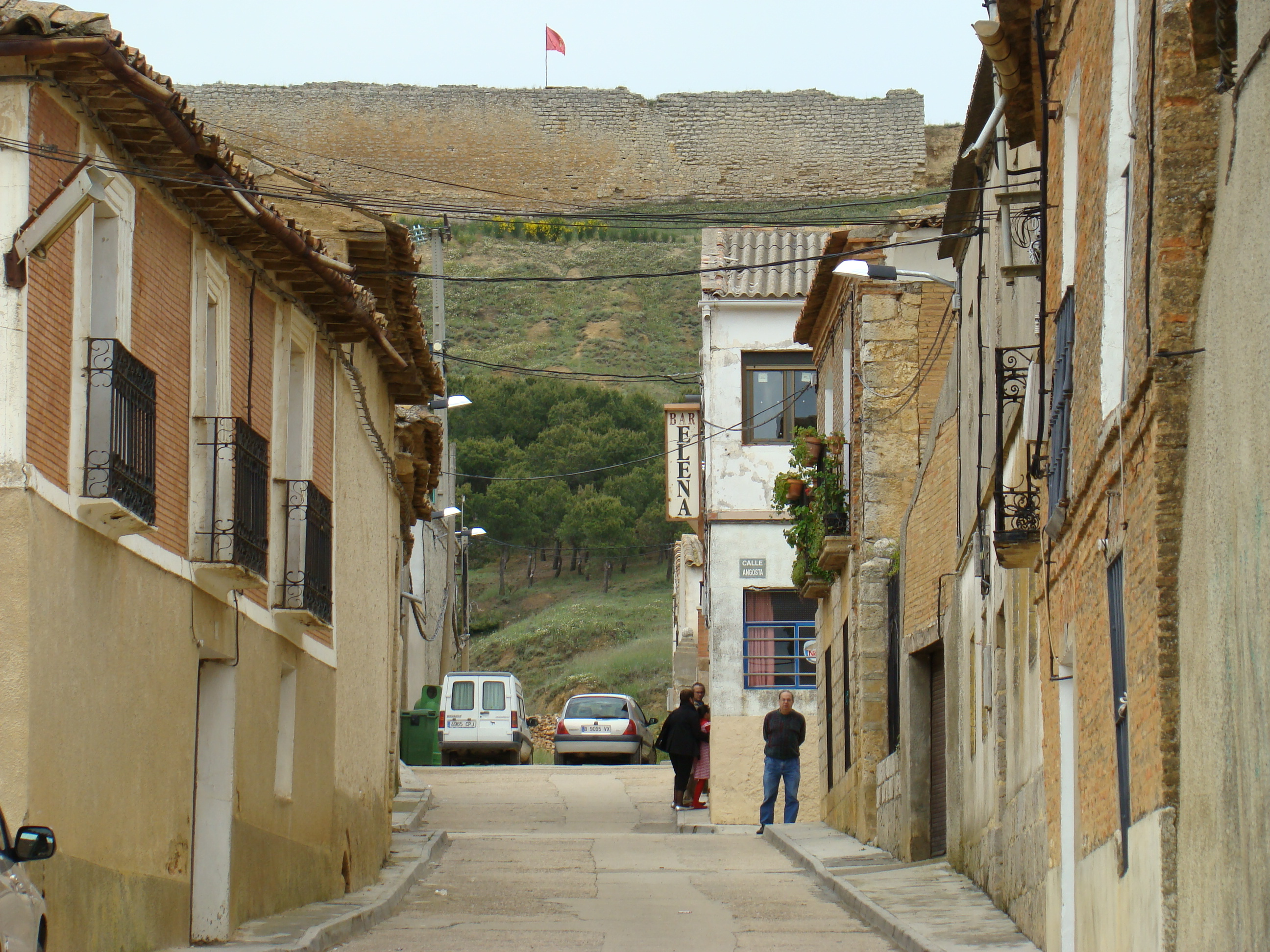
Vista del municipio vallisoletano de Tordehumos. Al fondo de la imagen se ven los restos del castillo de la localidad, que fue asediado por Fernando IV.

El principal asunto debatido en las Cortes de Burgos de 1308 fue el de intentar equilibrar la balanza presupuestaria de la Corona. Cuando se calcularon las rentas reales se descubrió que eran insuficientes para pagar las soldadas a los nobles y cubrir los gastos de la Casa Real, ya que había un déficit de 4.500.000 maravedís. La Crónica de Fernando IV señala que la reina María de Molina propuso que se recaudase un servicio extraordinario, pero el infante Juan de Castilla, tío de Fernando IV y cuñado de María de Molina, sostuvo que era preferible que los fondos necesarios se recaudasen, aunque solamente durante un año, directamente de los impuestos de los concejos, de las multas impuestas a los que sacasen del reino cosas vedadas, como caballos o metales preciosos, de las demandas sobre usuras, y de otras partidas similares. No obstante, diversos historiadores señalan que con la propuesta del infante Juan, que probablemente trataba de evitar un enfrentamiento con las Cortes, no hubiera sido posible recaudar ni la mitad de los fondos que la Corona necesitaba.
La Crónica de Fernando IV señala que el rey apoyó la propuesta de su tío, el infante Juan, pero el ordenamiento de las Cortes de Burgos de 1308 revela que Fernando IV rebajó las soldadas a los nobles, anuló algunas cartas por las que cedía el portazgo y otros impuestos a determinadas personas, revocó algunas exenciones otorgadas por él mismo o por su padre, el rey Sancho IV de Castilla, y devolvió a los concejos, para que pudieran pagar mejor sus impuestos, las aldeas y heredades enajenadas a otros. Y además, el rey intentó aliviar la presión fiscal que soportaban sus súbditos, e impedir los abusos de los recaudadores de impuestos. Las soldadas de los nobles crecieron constantemente en los años siguientes, provocando una notable disminución de los ingresos de la hacienda, y en las Cortes de Carrión de 1317, celebradas durante la minoría de edad de Alfonso XI de Castilla, que fue hijo y sucesor de Fernando IV, se descubrió que el déficit era de a 8.000.000 millones de maravedís, siendo casi el doble del existente en 1308.
Hasta ahora se conocen dos versiones del ordenamiento de las Cortes de Burgos de 1308. Uno de ellos está fechado el 13 de junio de 1308, y fue publicado por Antonio Benavides Fernández de Navarrete en su obra Memorias de Fernando IV de Castilla, pero está incompleto, ya que faltan el preámbulo, varios artículos y se desconoce a quién iba dirigido. El otro ordenamiento conocido está completo y se conserva en el Archivo Municipal de Cuenca, consta de 28 artículos o leyes, y fue otorgado a dicha ciudad el 25 de julio de 1308.

### Disposiciones generales

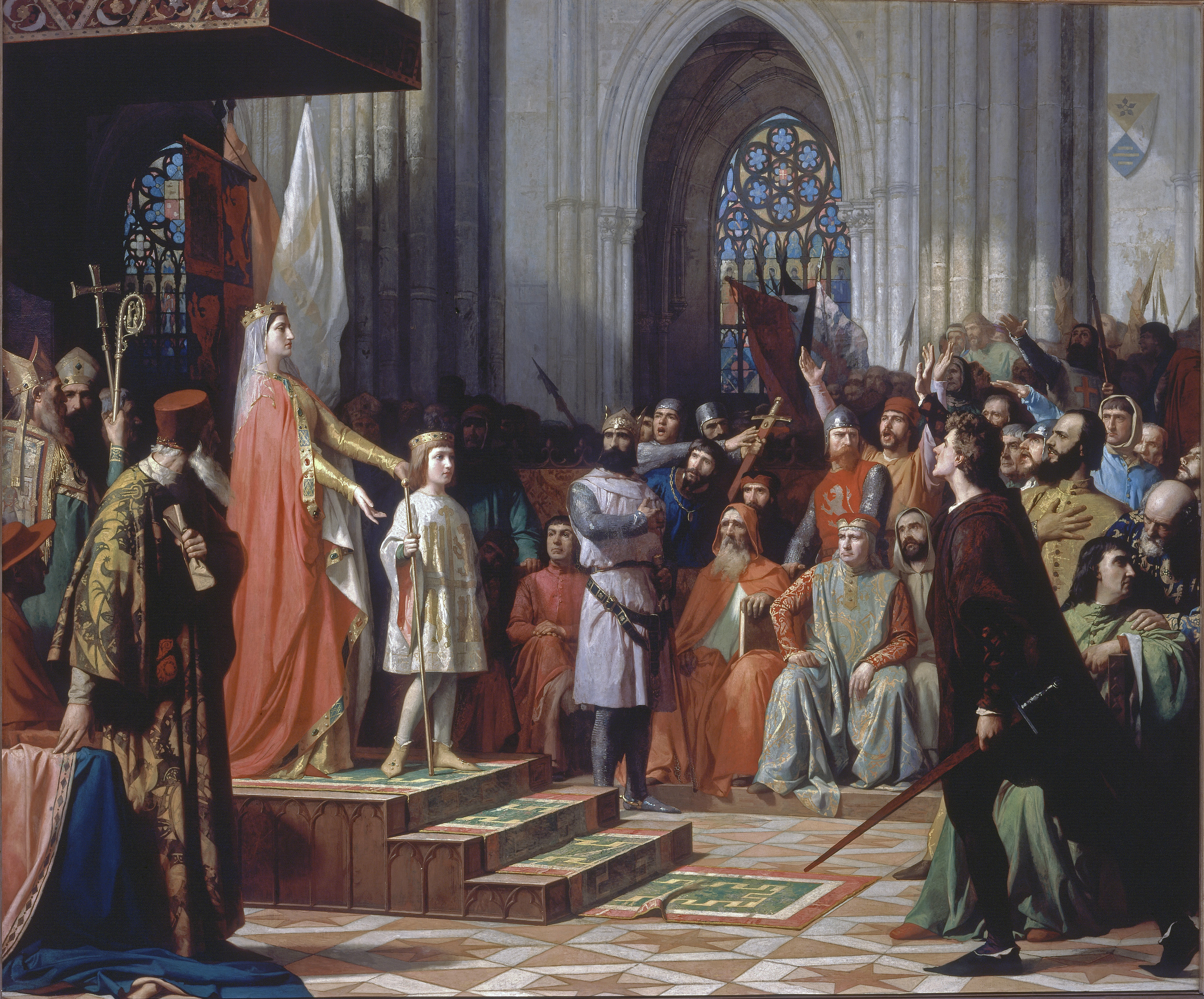
María de Molina presenta a su hijo Fernando IV en las Cortes de Valladolid de 1295. Óleo sobre lienzo de Antonio Gisbert Pérez. 1863. (Congreso de los Diputados de España).

- Fernando IV confirmó los diferentes ordenamientos de las Cortes de Valladolid de 1307, y dispuso que fueran cumplidos por la cancillería real, por sus oficiales, y en todos sus reinos.[19] Y también ordenó que los oficiales reales deberían cumplir dichos ordenamientos y no emitir cartas que atentasen contra los mismos, ya que en caso de que lo hicieran serían despojados de sus cargos y castigados del modo que el rey creyera más conveniente.[19]
- Al final del ordenamiento de las Cortes, el rey dispuso que castigaría con severidad a los que incumplieran lo acordado en ellas, y que les impondría una multa de 1.000 maravedís de la moneda nueva, y por ello ordenó a sus alcaldes, merinos, jurados, justicias, jueces, aportellados y alguaciles que hicieran cumplir lo dispuesto en ellas, que prendieran a los infractores hasta que hubiesen pagado los mil maravedís de multa, que los mantuvieran encerrados hasta que él los castigara, y que reparasen todos los daños o perjuicios que hubieran sufrido los habitantes de las villas y demás lugares del reino.[20]
- El rey reorganizó, aconsejado por los hombres buenos que asistieron a estas Cortes, su Casa y todo lo concerniente a sus consejeros, oficiales y alcaldes.[19]
- También ordenó el rey que todos los heredamientos que había entregado indebidamente a algunos concejos o a diversas personas serían restituidos a sus legítimos propietarios.[21]
- Nadie podría penetrar en las casas de los infantes, prelados, ricoshombres, hidalgos, en las de las de las órdenes militares, o en la de otros individuos, salvo en caso de que la Justicia hubiese de actuar en dichos lugares.[21] Además, el rey dispuso que si alguien hurtaba en una casa o la derribaba, también sería demolida la del culpable, y que este último debería construir una nueva en sustitución de la destruida que quedaría sujeta al fuero correspondiente,[21] y en caso de que no la construyese sería desterrado del reino y no podría volver a menos que edificase la casa o que el propietario de la derribada estuviera conforme. Y el rey también ordenó que los individuos que hubieran acompañado al que derribó la casa serían ejecutados, aun en el caso de que no tuvieran señor.[21]
- También dispuso Fernando IV que deberían ser derribadas todas las fortalezas edificadas en las iglesias o cementerios desde que comenzó a reinar su padre, Sancho IV,[9] aunque de esta orden quedaron excluidas las fortalezas que hubieran sido construidas por los concejos con licencia de los prelados correspondientes.[21]
- El rey ordenó que los adelantados y merinos deberían destruir las fortalezas edificadas sin la autorización del monarca o de los propietarios del terreno, en las tierras de realengo o de abadengo.[21] Y también ordenó que las que hubieran sido construidas en esas condiciones en el reino de Toledo o en las Extremaduras deberían ser derribadas por los aportellados de cada lugar, y si fuera necesario deberían ser ayudados por los concejos.[21] No obstante, el rey dispuso que en caso de que los que hubieran construido fortalezas en suelo ajeno protestaran contra esta medida, sus alegaciones deberían ser oídas antes de proceder al derribo de las mismas.[21]Últimos momentos de Fernando IV el Emplazado. Óleo sobre lienzo de José Casado del Alisal. 1860. (Palacio del Senado de España).

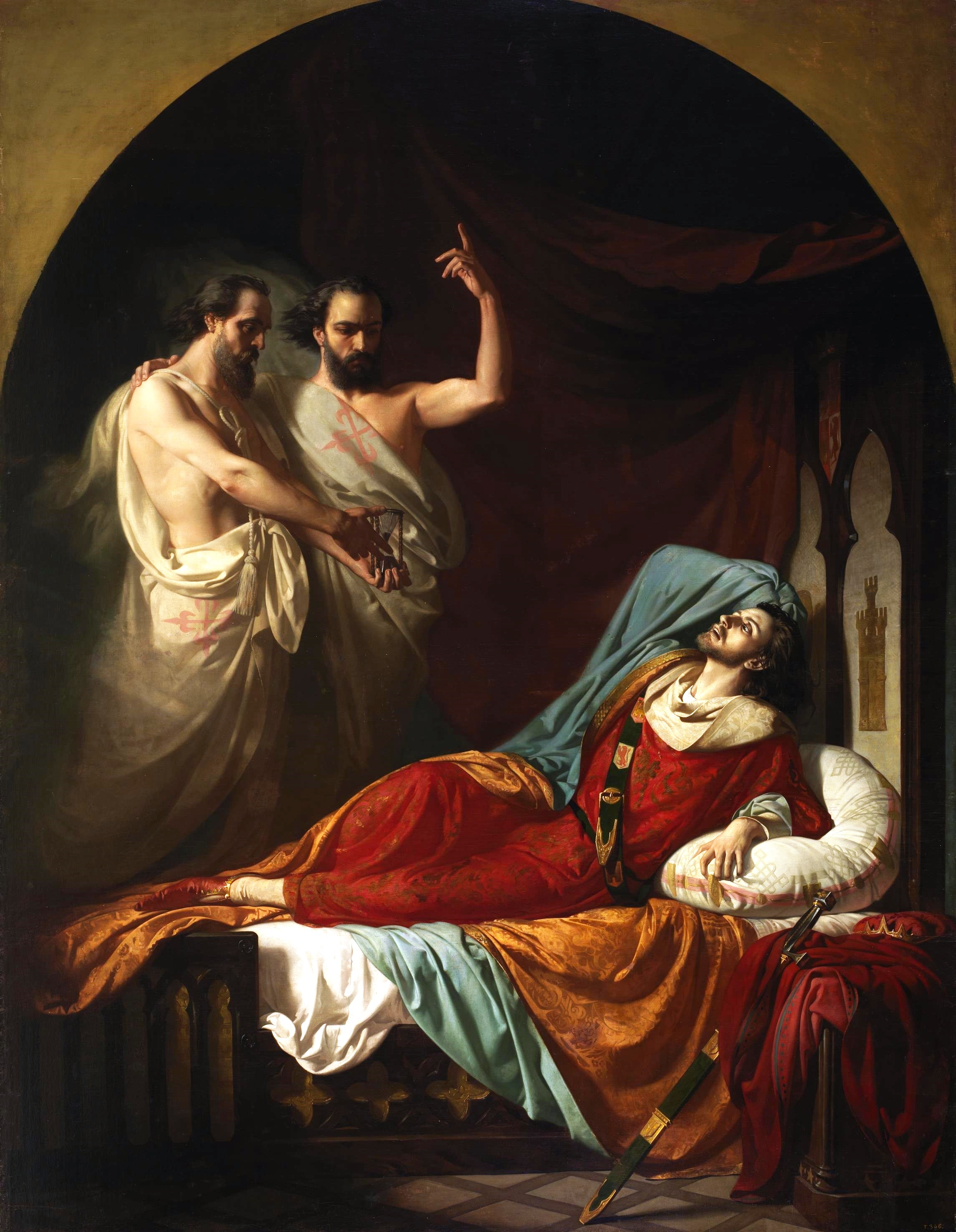
Últimos momentos de Fernando IV el Emplazado. Óleo sobre lienzo de José Casado del Alisal. 1860. (Palacio del Senado de España).

- Los adelantados, merinos, jueces, alcaldes y el resto de oficiales deberían dar buenos fiadores, por orden del rey.[22] Y cuando hubiera finalizado el período de un año en que los alcaldes, jueces y el resto de oficiales ejercían sus cargos, dichos fiadores deberían permanecer treinta días más, para reparar los agravios y querellas que hubieran surgido durante ese año.[22] Y el rey también dispuso que los adelantados deberían entregarle fiadores, y que deberían permanecer junto a él por un plazo de tiempo indeterminado para poder resolver las querellas que se presentaran.[22]
- Las personas ociosas que no tuvieran señor serían expulsadas de la Corte, y si regresaban a ella serían azotadas por el alguacil del rey.[22]
- El rey prohibió al adelantado y a los merinos del reino de Castilla que ejercieran sus funciones en el reino de León o en las Extremaduras, y viceversa.[22] Y también ordenó que no deberían reclamar el pago de homicillos o caloñas fuera de su territorio.
- Fernando IV ordenó que todos aquellos que mataran o hirieran a alguna persona en las villas o en los lugares donde él estuviera serían condenados a muerte, y que nadie podría aducir que lo había hecho por desafío, por ser enemigo de la víctima, o por otras razones, ya que serían condenados a muerte.[22]
- También ordenó el rey que todo aquel que asesinara o hiriera a los hombres buenos que acudieran a la Corte sería ejecutado, y que nadie debería hacerlo aunque pretextara tener algún derecho para ello.[22]
- El rey también dispuso que nadie, a excepción del alguacil del rey y de sus hombres, podría caminar por la Corte portando armas que estuviesen prohibidas, como espadas, lanzas, cuchillos costaneros, lorigas, lorigones, o cualquier otra arma prohibida.[22] Y el rey también ordenó que a los que quebrantasen esta orden por primera vez les serían confiscadas dichas armas, y que los reincidentes serían encerrados en prisión y castigados con arreglo al derecho.[22]
- Nadie podría utilizar ballestas durante una pelea en la Corte, y los que lo hicieran serían condenados a muerte.[23] Y el rey decretó que todo aquel que violara esta orden sería perseguido por su alguacil, y también por los adelantados, merinos y aportellados del reino, quienes deberían ejecutarlos donde quiera que los hallaran.[23]
- Fernando IV decretó que los hijosdalgo de ganancia, es decir, los que fueran hijos naturales de sus padres, no deberían poseer behetrías, ni recaudar tributos o comer en ellas, excepto en aquellos lugares que sus padres les hubieran dejado en herencia.[23]
- El rey dispuso que todas las cartas de perdón que había otorgado serían invalidadas si aquellos a los que las concedió volvían a cometer crímenes, violencias o maldades, y que dichos individuos recibirían el castigo que estipulasen las leyes.[23]
- También dispuso el rey que los ricoshombres, infanzones, caballeros u otros individuos no deberían comer, tanto en las tierras de realengo como de abadengo, contra la voluntad de los señores de los lugares, y que esta medida debería aplicarse en los reinos de León, Toledo y en las Extremaduras.[23] Y además, el rey ordenó que dichos individuos estarían obligados a pagar todo lo que hubieran consumido, y que en caso de que no lo hicieran deberían informarle para que pudiera castigarles valiéndose de los propios bienes de los culpables o de las tierras que hubieran recibido del propio monarca. Y en caso de que los culpables no hubieran recibido tierras del rey o no poseyeran bienes con los que poder satisfacer la deuda, serían desterrados del reino.[23]

### Disposiciones relativas a la cancillería real
- El rey reorganizó, aconsejado por los hombres buenos que asistieron a estas Cortes, su cancillería, y todo lo concerniente a sus escribanos.[19]
- Fernando IV ordenó que no deberían poner su nombre en los privilegios o en las cartas que otorgara, y que si por descuido u olvido fuese puesto, los encargados de los sellos del rey no deberían sellarlos.[21] Y además, el rey ordenó que los que le solicitaran que sellara los documentos deberían prendar aquello que demandasen en los privilegios o cartas.[24]
- El rey declaró que revisaría los ordenamientos por los que se habían regido la cancillería real durante los reinados de Alfonso X y Sancho IV, abuelo y padre, respectivamente, de Fernando IV, y que cuando los hubiera examinado dispondría cuál de ellos era el más conveniente para regular el funcionamiento de la cancillería.[22]

### Disposiciones tributarias

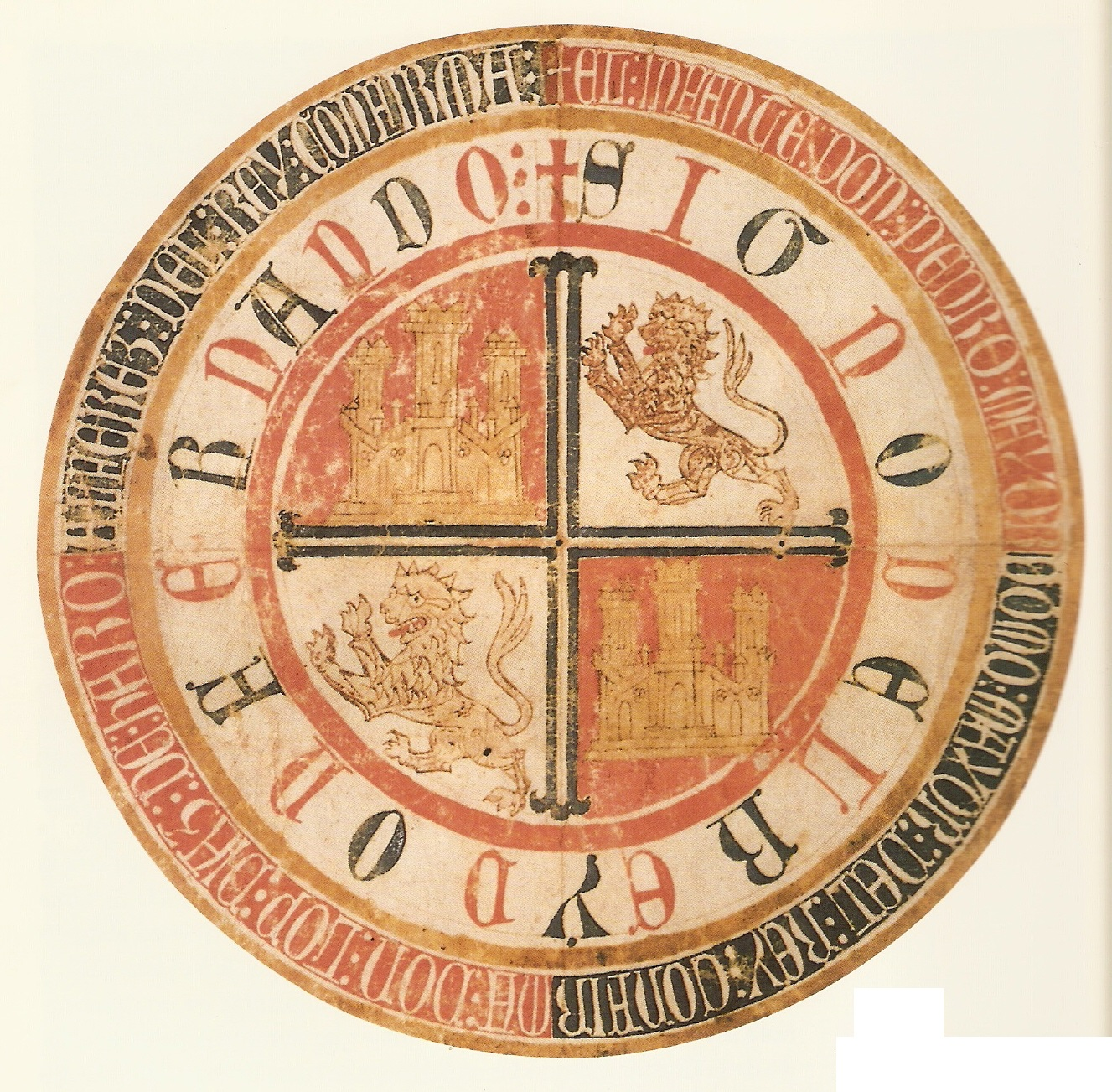
Rueda de un privilegio rodado del rey Fernando IV de Castilla.

- Cuando el rey fue informado de a cuánto ascendían las rentas foreras de sus reinos, y de que eran insuficientes para pagar las soldadas de los infantes, ricoshombres, infanzones y caballeros, las redujo por consejo de los propios nobles a fin de que «la tierra lo pudiesse conplir».[19]
- Al tener el rey conocimiento de que las martiniegas y otras rentas reales habían disminuido a causa de las villas y derechos sobre determinadas rentas que el propio monarca había entregado a algunas personas, revocó su concesión y dispuso que las aldeas y heredamientos volvieran a pertenecer a sus respectivas villas, a excepción de las propiedades y señoríos que Fernando IV había entregado a su primo Alfonso de la Cerda, nieto de Alfonso X de Castilla.[19] Y además, el rey revocó la concesión de algunos pechos y derechos que había entregado a algunas personas en tanto durasen sus vidas, aunque no revocó los que hubieran sido vendidos o cambiados por dichas personas.[19]
- Con el fin de aliviar la presión fiscal que soportaban sus súbditos, y debido a que las rentas de los reinos se encontraban muy mermadas, el rey revocó todas las cartas de merced que había otorgado a los concejos y a algunas personas sobre los portazgos y otros pechos foreros.[21]
- El rey confirmó la revocación hecha por su padre, Sancho IV, de varios portazgos, y se comprometió a no crear otros nuevos.[21]
- También revocó el rey, y ordenó que no tuvieran validez, todas las cartas que había entregado a algunos de sus monteros y monederos, y dispuso que éstos deberían pagar los pechos que les correspondieran y también los de los concejos de donde fueran vecinos.[21]
- Fernando IV ordenó que los bueyes, las vacas y las bestias de labor no podrían ser prendadas en concepto de yantares por los adelantados o merinos, ni tampoco en concepto de impuestos por los infantes, ricoshombres, prelados, infanzones, caballeros u otros individuos.[21]
- El rey confirmó el ordenamiento aprobado en Burgos en mayo de 1304, por el que, a cambio de una ayuda equivalente a una moneda forera, había eximido a sus súbditos del pago de pechos.[25] No obstante, el rey también dispuso que solamente tendrían validez los privilegios y cartas que realmente hubieran sido otorgados por el monarca, y que no la tendrían aquellos documentos en los que no figuraran las vistas correspondientes o los nombres de los oficiales del rey que debieron emitirlos.[22]
- Los procuradores se quejaron al rey de que los encargados de recaudar los pechos reales en el reino de Toledo y en las Extremaduras prendaban un sexmo por otro y una aldea por otra, y el rey ordenó que en futuro no debería hacerse así.[23]

### Disposiciones relativas a judíos y musulmanes
- Respecto al pago de las deudas que los cristianos tuvieran contraídas con los prestamistas judíos, el rey ratificó lo dispuesto en el ordenamiento de las Cortes de Valladolid de 1307,[26] y decretó que todos los judíos que no quisieran cumplir ese ordenamiento no deberían aprovecharse de la merced que él les concedió en aquellas Cortes, y como dicho ordenamiento había sido incumplido hasta entonces, Fernando IV dispuso que castigaría a todos aquellos que atentasen contra él.[23]
- El rey también ordenó que las bestias de labor, las vacas o los bueyes no podrían ser prendados por las deudas que los cristianos tuvieran con los judíos o musulmanes, ni tampoco por las que estos últimos tuvieran con aquellos.[21]